# Yılmaz Erdoğan
Yılmaz Erdoğan (Hakkâri, 4 novembre 1967) è un regista, attore e poeta turco di origine curda.
È conosciuto per il film Vizontele (2001), record d'incassi in sala, e la serie televisiva Bir Demet Tiyatro (1995).
Agli Australian Academy of Cinema and Television Arts Awards ha ricevuto un premio come miglior attore non protagonista per la sua interpretazione in The Water Diviner (2014).

## Biografia
Trascorre la sua infanzia ad Ankara, dove arriva a frequentare le scuole superiori all'Ankara Aydınlıkevler Lisesi, per poi trasferirsi a Istanbul insieme alla famiglia. Nel 1987 abbandona gli studi di ingegneria civile all'Università tecnica di Istanbul ed entra a far parte del gruppo teatrale Nöbetçi Tiyatrosu di Ferhan Sensoy. Diviene headwriter dello show televisivo di Levent Kirca Olacak O Kadar. Nel 1988 fonda la sua compagnia teatrale, Güldüşündürü. Mette in scena una produzione scritta da lui stesso, Kanuni Sultan Süleyman ve Rambo.
Nel 1994 fonda il Beşiktaş Kültür Merkezi (BKM) insieme a Necati Akpınar. Si fa conoscere al grande pubblico per il suo ruolo nella serie televisiva Bir Demet Tiyatro (1995-2002), in cui interpreta Mükremin Abi, comparendo al fianco dell'attrice Demet Akbağ. Realizza il recital teatrale Cebimdeki Kelimeler e registra un album di poesie dal titolo Kayıp Kentin Yakışıklısı, che comprende diciassette poesie accompagnate da musica tradizionale turca composta da Metin Kalender, Nizamettin Aric e Ali Aykaç.
La commedia Vizontele (2001), da lui scritta, diretta e interpretata ottiene grande successo nelle sale turche. Viene realizzato anche un sequel, Vizontele Tuuba (2003). La sua successiva regia cinematografica è Organize Işler (2005), di cui viene realizzato nel 2019 un sequel, Organize İşler: Sazan Sarmalı. Nel 2010 produce le commedie cinematografiche Eyyvah Eyvah (regia di Hakan Algül) e Çok Filim Hareketler Bunlar (regia di Ozan Aciktan).
Il fratello Deniz Erdogan ha composto la musica per alcune delle sue produzioni. 
Erdoğan è stato sposato fino al 1998 con Sanem Oktar, da cui ha avuto una figlia, Berfin. Nel 2006 il regista si è sposato in secondo nozze con l'attrice e designer di costumi Belçim Bilgin, da cui ha avuto un altro figlio, Rodin. La coppia ha divorziato nel 2018.

## Filmografia parziale
- Sîyabend û Xecê, regia di Sahin Gök (1991)
- Bir Demet Tiyatro - serie TV (1995)
- Vizontele, anche regia (2001)
- Vizontele Tuuba, anche regia (2003)
- Organize Isler, anche regia (2005)
- C'era una volta in Anatolia (Bir Zamanlar Anadolu'da), regia di Nuri Bilge Ceylan (2011)
- The Water Diviner, regia di Russell Crowe (2014)
- Words with Gods, regia di Guillermo Arriaga, Héctor Babenco, Álex de la Iglesia, Bahman Ghobadi, Amos Gitai, Emir Kusturica, Mira Nair, Hideo Nakata, Warwick Thornton (2014)
- 8 Seconds, regia di Ömer Faruk Sorak e Birkan Pusa (2015)
- Eksi Elmalar, regia di Yılmaz Erdoğan (2016)
- Organize İşler: Sazan Sarmalı, regia di Yılmaz Erdoğan (2019)
- Hai mai visto le lucciole? (Sen Hiç Atesböcegi Gördün mü?), regia di Andaç Haznedaroglu (2021)
- Rancore (Kin), regia di Turkan Derya (2021)